# Achiguate
Il Río Achiguate è un fiume situato nel Guatemala meridionale. Le sue sorgenti si trovano nella Sierra Madre de Chiapas, sul lato sud del Volcán de Fuego. Il fiume scorre verso sud attraverso le terre basse di Escuintla, verso l'oceano pacifico.
Il fiume Achiguate, vicino al vulcano, rischia spesso di straripare e di causare ondate di fango.